# La Hiedra
La Hiedra, född 18 maj 1997 i Nuevo Laredo i Tamaulipas är en mexikansk luchadora (fribrottare). Hon har brottats i det största förbundet i Mexiko, Lucha Libre AAA Worldwide sedan år 2015. Hon gjorde sin professionella debut den 14 november 2010 under namnet Aioria.
Som många andra mexikanska fribrottare uppträder hon under en mask, enligt Lucha libres traditioner. Hennes riktiga namn och identitet är inte känd av allmänheten. Hon är dotter till Sangre Chicana, en av de mest framgångsrika fribrottarna i Mexiko under 70–90-talet.